# Edwardów (Konstancin-Jeziorna)
Edwardów – część miasta Konstancina-Jeziorny (SIMC 0920670), w województwie mazowieckim, w powiecie piaseczyńskim. Leży w północnej części miasta, graniczy z Bielawą.
W latach 1867–1954 osada w gminie Jeziorna w powiecie warszawskim, której była siedzibą. 20 października 1933 utworzono gromadę Jeziorna Fabryczna w granicach gminy Jeziorna, składającą się z osady Jeziorna Fabryczna, osady Amelin i osady Edwardów.
Od 1 lipca 1952 w powiecie piaseczyńskim.
W związku z reorganizacją administracji wiejskiej jesienią 1954 Edwardów (jako część gromady Jeziorna Fabryczna) wszedł w skład gromady Jeziorna Królewska, wraz z Gawrońcem, Jeziorną Królewską, Klarysewem, Konstancinkiem, parcelą Obory oraz skrawkiem miasta Skolimów-Konstancin.
1 stycznia 1956 gromadę Jeziorna Królewska przekształcono w osiedle o nazwie Jeziorna, przez co Edwardów stał się integralną częścią Jeziorny, a w związku z nadaniem Jeziornie praw miejskich 18 lipca 1962 – częścią miasta. 1 stycznia 1969 Jeziornę połączono ze Skolimowem-Konstancinem (prawa miejskie 1962) w nowy ośrodek miejski o nazwie Konstancin-Jeziorna.